# Comuna Zeatkivți, Haisîn
Zeatkivți (în ucraineană Зятківці) este o comună în raionul Haisîn, regiunea Vinnița, Ucraina, formată din satele Bureanî și Zeatkivți (reședința).

## Demografie
Componența lingvistică a satului Zeatkivți
     Ucraineană (97,97%)
     Rusă (1,72%)
     Alte limbi (0,24%)
Conform recensământului din 2001, majoritatea populației satului Zeatkivți era vorbitoare de ucraineană (97,97%), existând în minoritate și vorbitori de rusă (1,72%).